# The Dinah Shore Show
The Dinah Shore Show è stato un programma televisivo statunitense di varietà, andato in onda sulla NBC per sei stagioni dal 27 novembre 1951 al 18 luglio 1957.

## Produzione
Sponsorizzato dalla Chevrolet (divisione General Motors) andò in onda per la maggior parte della durata (tranne l'ultima stagione) ogni martedì e giovedì sera dalle 19:30 alle 19:45, completando la fascia oraria che comprendeva il telegiornale serale regolare della rete (il Camel News Caravan condotto da John Cameron Swayze), che, come tutti i programmi dell'epoca, durava solo 15 minuti.
Trasmesso in diretta, il programma era condotto dall'omonima attrice e cantante Dinah Shore, che era diventata famosa nel suo Stato d'origine come cantante radiofonica e la prima cheerleader di religione ebraica all'Università Vanderbilt prima di essere scoperta a livello nazionale, apparendo successivamente sulle radio nazionali e nei lungometraggi cinematografici, prima di approdare alla televisione. Il programma si componeva di un solo ospite musicale, di attori che recitavano uno sketch nello stile della situation comedy oppure drammatico, e di annunci pubblicitari della durata di circa 2-3 minuti a puntata. Come molti programmi musicali e di varietà dal vivo dell'epoca, lo show durante l'estate veniva interrotto per lasciare spazio a un altro spettacolo sostitutivo.
Durante la sesta e ultima stagione (1956-1957), la trasmissione andò in onda soltanto il giovedì sera, mentre il martedì sera fu appannaggio di The Jonathan Winters Show. Tuttavia, durante questa stagione, la Shore ebbe l'opportunità di condurre un altro suo spettacolo di varietà al venerdì sera, ampliato nella durata a un'ora, intitolato The Dinah Shore Chevy Show, che si sarebbe svolto, in notti e fasce orarie diverse, per un totale di sette stagioni fino al 1963. The Dinah Shore Show (nella versione originaria di 15 minuti) venne interrotto nel luglio del 1957 insieme a tutte le altre serie simili, sebbene i telegiornali serali della rete non furono ampliati alla durata di mezz'ora fino al 1963.